# دانشگاه حجاز
دانشگاه حجاز یکی از دانشگاه‌های اسلامی انگلستان است که در شهر نانیتون در وارویک‌شایر قرار دارد.